# Egonu (cràter)
Egonu és un cràter d'impacte en el planeta Mercuri de 25 km de diàmetre. Porta el nom del pintor nigerià Uzo Egonu (1931-1996), i el seu nom va ser aprovat per la Unió Astronòmica Internacional el 2012.